# Yunnanilus tigerivinus
Yunnanilus tigerivinus és una espècie de peix de la família dels balitòrids i de l'ordre dels cipriniformes.

## Morfologia
- Fa 6 cm de llargària màxima.
- 10 radis tous a l'aleta dorsal i 7 a l'anal.
- 14 radis ramificats a l'aleta caudal.[2][4]

## Hàbitat i distribució geogràfica
És un peix d'aigua dolça, demersal i de clima tropical, el qual viu a Yunnan (la Xina).

## Observacions
És inofensiu per als humans.